# Enrique Grau
Enrique Grau (ur. 18 grudnia 1920 w Cartagenie, zm. 1 kwietnia 2004 w Bogocie) – kolumbijski malarz, rzeźbiarz, grafik, filmowiec i scenograf. Wraz z Fernandem Botero i Alejandrem Obregonem należał do najwybitniejszych artystów wizualnych Kolumbii w XX wieku.

## Życiorys
Początkowo uczył się samodzielnie; w 1940 roku wystawił swoją pracę na First Salón de Artistas Colombianos, zdobywając wyróżnienie. Otrzymał stypendium prezydenta kraju i wyjechał do Nowego Jorku, gdzie studiował malarstwo i grafikę w Art Students League. Jednym z jego nauczycieli był George Grosz.
Po powrocie do Kolumbii w 1943 roku osiadł w Bogocie, gdzie zetknął się z grupą młodych artystów, którą tworzyli Alejandro Obregón, Édgar Negret, Eduardo Ramírez. W tym czasie zaczął eksperymentować z różnymi stylami – ekspresjonizmem, surrealizmem i abstrakcjonizmem. W 1953 roku wyjechał do Meksyku, gdzie wpływ wywarły na niego murale meksykańskich artystów. W 1955 roku udał się do Florencji gdzie studiował malarstwo ścienne (fresk) i techniki akwaforty. Zetknięcie z twórczością Campigliego, Picassa i ogólnie kubizm odegrało kluczową rolę w jego twórczości, czyniąc ją bardziej geometryczną, graniczącą z abstrakcją. Następnie podróżował po Bliskim Wschodzie, a szczególnie po Egipicie, gdzie zaznajamiał się ze sztuką przez liczne lektury i wizyty w muzeach.
Na początku lat siedemdziesiątych XX wieku zaczął uprawiać malarstwo figuratywne. W swoich pracach nawiązywał do tradycji indiańskich oraz afrokolumbijskich. Pod koniec lat 80. zainteresował się rzeźbiarstwem, początkowo tworząc asamblaże przedmiotów antycznych i przemysłowych, później wykonał rzeźby z lanego brązu, pełne zmysłowości, tajemniczości i nostalgi, klimatem podobne do jego obrazów. Zajmował się też scenografią i filmem.
W Salón de Artistas Colombianos zdobył pierwsze nagrody za malarstwo (1957) i za rysunek (1958). W 1971 roku walnie przyczynił się do zorganizowania Museo de Arte Moderno w Cartagenie.